# Sitalpati (Sankhuwasabha)
Sitalpati (nep. सितलपाटी) – gaun wikas samiti we wschodniej części Nepalu w strefie Kośi w dystrykcie Sankhuwasabha. Według nepalskiego spisu powszechnego z 2001 roku liczył on 1031 gospodarstw domowych i 4967 mieszkańców (2581 kobiet i 2386 mężczyzn).